# Kacha Kaladze
K'akhaber K'aladze (gruzínsky კახაბერ (კახა) კალაძე; ale i jako Kacha Kaladze* 27. února 1978, Samtredia) je bývalý gruzínský fotbalový obránce a reprezentant. Na klubové úrovni hrál za FC Dinamo Tbilisi, FK Dynamo Kyjev, AC Milan a FC Janov. Byl prvním hráčem (spolu s Ševčenkem) bývalého Sovětského svazu, který vyhrál LM. Po ukončení fotbalové kariéry se stal podnikatelem (např. v energetice) se dal na politickou dráhu. Od října 2012 do července 2017 byl ministrem energetiky a přírodních zdrojů a druhým místopředsedou vlády Ivanišviliho. Od října téhož roku starostou hlavního města Tbilisi. Vlastní v Miláně restauraci Giannino, která je oceněna Michelinskou hvězdou. A stal se vyslancem FIFA v organizaci SOS dětské vesničky.

## Osobní život
Kacha Kaladze se narodil v Gruzínském městě Samtredia, nedaleko Černého moře. Pocházel z fotbalové rodiny, jeho otec Karlo byl hráčem a později presidentem klubu Lokomotiv Samtredia, za který hrával i malý Kacha.

### Únos bratra
V roce 2001 byl v Gruzii unesen jeho mladší bratr Levan, který v té době studoval medicínu. Únosci požadovali výkupné 600 000 USD. Po čtyřech letech, kdy byl Levan spatřen pouze na videonahrávce, kde měl zavázané oči a prosil o pomoc, objevila gruzínská policie v provincii Svanetie osm lidských těl, mezi kterými byl po expertize FBI oficiálně identifikován i Levan Kaladze. Za únos byli odsouzeni dva muži k trestu odnětí svobody na 25 a 5 let. Kvůli únosu byl zdrcený Kacha rozhodnut přijmout ukrajinské státní občanství, což nakonec neudělal i díky podpoře, kterou se mu dostalo od gruzínských fanoušků.

### Obchod
Vedle fotbalové kariéry je Kacha Kaladze také úspěšný byznysmen. Kromě rodné Gruzie investuje také v Itálii, Kazachstánu a na Ukrajině. Zabývá se především nemovitostmi, energetikou a bankovním sektorem. V Kaladzeho společnosti Kala Capital je ředitelem bývalý gruzínský ministr financí a premiér Zurab Nogaideli.

## Přestupy
- z FC Dinamo Tbilisi do FK Dynamo Kyjev za 280 000 Euro
- z FK Dynamo Kyjev do AC Milán za 16 000 000 Euro
- z AC Milán do Janov CFC zadarmo

## Statistiky
| Sezóna  | Klub              | Liga          | Liga   | Liga | Ligové poháry | Ligové poháry | Ligové poháry | Kontinentální poháry | Kontinentální poháry | Kontinentální poháry | Celkem | Celkem |
| Sezóna  | Klub              | Soutěž        | Zápasy | Góly | Soutěž        | Zápasy        | Góly          | Soutěž               | Zápasy               | Góly                 | Zápasy | Góly   |
| ------- | ----------------- | ------------- | ------ | ---- | ------------- | ------------- | ------------- | -------------------- | -------------------- | -------------------- | ------ | ------ |
| 1993/94 | FC Dinamo Tbilisi | Umaglesi Liga | 9      | 1    | GP            | ?             | ?             | -                    | 0                    | 0                    | ?      | ?      |
| 1994/95 | FC Dinamo Tbilisi | Umaglesi Liga | 23     | 0    | GP            | ?             | ?             | -                    | 0                    | 0                    | ?      | ?      |
| 1995/96 | FC Dinamo Tbilisi | Umaglesi Liga | 23     | 0    | GP            | ?             | ?             | UEFA                 | 1                    | 0                    | ?      | ?      |
| 1996/97 | FC Dinamo Tbilisi | Umaglesi Liga | 12     | 0    | GP            | ?             | ?             | UEFA                 | 4                    | 0                    | ?      | ?      |
| 1997/98 | FC Dinamo Tbilisi | Umaglesi Liga | 15     | 0    | GP            | ?             | ?             | LM+UEFA              | 3*+4                 | 0                    | ?      | ?      |
| 1998    | FK Dynamo Kyjev   | Premjer-liha  | 13     | 2    | -             | 0             | 0             | -                    | 0                    | 0                    | ?      | ?      |
| 1998/99 | FK Dynamo Kyjev   | Premjer-liha  | 25     | 3    | UP            | ?             | ?             | LM                   | 12                   | 1                    | ?      | ?      |
| 1999/00 | FK Dynamo Kyjev   | Premjer-liha  | 25     | 1    | UP            | ?             | ?             | LM                   | 14                   | 1                    | ?      | ?      |
| 2000/01 | FK Dynamo Kyjev   | Premjer-liha  | 0      | 0    | UP            | ?             | ?             | LM                   | 7                    | 1                    | ?      | ?      |
| 2001    | AC Milán          | Serie A       | 17     | 3    | IP            | 1             | 0             | -                    | 0                    | 0                    | 18     | 3      |
| 2001/02 | AC Milán          | Serie A       | 30     | 4    | IP            | 5             | 0             | UEFA                 | 11                   | 0                    | 46     | 4      |
| 2002/03 | AC Milán          | Serie A       | 27     | 0    | IP            | 4             | 1             | LM                   | 15                   | 0                    | 46     | 1      |
| 2003/04 | AC Milán          | Serie A       | 6      | 0    | IP+IS         | 3+1           | 0             | LM+ES+IP             | 1+0+0                | 0                    | 11     | 0      |
| 2004/05 | AC Milán          | Serie A       | 19     | 2    | IP+IS         | 2+0           | 0             | LM                   | 5                    | 0                    | 26     | 0      |
| 2005/06 | AC Milán          | Serie A       | 28     | 2    | IP            | 4             | 0             | LM                   | 11                   | 0                    | 43     | 2      |
| 2006/07 | AC Milán          | Serie A       | 18     | 1    | IP            | 1             | 0             | LM                   | 7                    | 0                    | 26     | 1      |
| 2007/08 | AC Milán          | Serie A       | 32     | 0    | IP            | 0             | 0             | LM+ES+MSK            | 7+1+2                | 0                    | 42     | 0      |
| 2008/09 | AC Milán          | Serie A       | 11     | 0    | IP            | 1             | 0             | UEFA                 | 4                    | 0                    | 16     | 0      |
| 2009/10 | AC Milán          | Serie A       | 6      | 0    | IP            | 2             | 0             | LM                   | 2                    | 0                    | 10     | 0      |
| 2010/11 | Janov CFC         | Serie A       | 26     | 1    | IP            | 1             | 0             | -                    | 0                    | 0                    | 27     | 1      |
| 2011/12 | Janov CFC         | Serie A       | 27     | 0    | IP            | 2             | 1             | -                    | 0                    | 0                    | 29     | 1      |
| Celkově | Celkově           | Celkově       | 392    | 20   | -             | 27+           | 2+            | -                    | 111                  | 3                    | 530+   | 25+    |

Poznámky
- i s předkolem.

## Reprezentační kariéra

### Reprezentační góly
Góly Kachy Kaladze za A-mužstvo Gruzie
| Gól | Datum      | Stadion                                     | Soupeř   | Skóre (min.) | Výsledek | Soutěž          |
| --- | ---------- | ------------------------------------------- | -------- | ------------ | -------- | --------------- |
| 010 | 6. 2. 2008 | Stadion Borise Paichadzeho, Tbilisi, Gruzie | Lotyšsko | 01:3 0(46.)  | 1:3      | přátelský zápas |

## Úspěchy

### Klubové
- 4× vítěz gruzínské ligy (1993/94, 1994/95, 1995/96, 1996/97)
- 3× vítěz ukrajinské ligy (1997/98, 1998/99, 1999/00)
- 1× vítěz italské ligy (2003/04)
- 4× vítěz gruzínského poháru (1993/94, 1994/95, 1995/96, 1996/97)
- 3× vítěz ukrajinského poháru (1997/98, 1998/99, 1999/00)
- 1× vítěz italského poháru (2002/03)
- 1× vítěz italského superpoháru (2004)
- 1× vítěz poháru Společenství nezávislých států (1998)
- 2× vítěz Ligy mistrů UEFA (2002/03, 2006/07)
- 2× vítěz Superpoháru UEFA (2003, 2007)
- 1× vítěz mistrovství světa klubů (2007)

### Individuální
- 5× gruzínský fotbalista roku (2001, 2002, 2003, 2006, 2011)